# Bagdad Cafe
Bagdad Cafe ist eine US-amerikanische Sitcom, die von 1990 bis 1991 in zwei Staffeln mit 15 Folgen produziert wurde.
In Deutschland lief die Serie 1991 auf Tele 5. Whoopi Goldberg wurde darin von Karin Kernke synchronisiert.

## Handlung
Jasmin wird mitten in einer Wüste von ihrem Mann sitzengelassen und kommt gerade noch ins Bagdad Cafe, das von Brenda geführt wird. Da diese als Witwe – ebenfalls ohne Mann – lebt, verstehen sie sich sehr gut, und Jasmin arbeitet nun ebenfalls dort. Nun versuchen sie gemeinsam den Laden zu führen. Mit von der Partie ist Brendas Tochter, die ab und zu Ärger verursacht.

## Hintergründe
- Die Sitcom basiert auf dem Film Out of Rosenheim.
- Die Serie wurde abgesetzt, da zum Zeitpunkt der Ausstrahlung der Golfkrieg stattfand.